# Tony Harrison
Tony Harrison (Detroit, Míchigan, Estados Unidos, 6 de septiembre de 1990) es un boxeador estadounidense. Es excampeón del WBC en el peso superwélter.
El 25 de febrero de 2017, perdió ante Jarrett Hurd por el título mundial del peso superwélter de la Federación Internacional de Boxeo.

## Carrera profesional

### Combate por el título de la IBF
El 25 de febrero en el Legacy Arena en Birmingham, Alabama, contra Jarrett Hurd (19-0, 13 KOs) en PBC on FOX. Originalmente, se suponía que la pelea sería un eliminatoria por el derecho de pelear contra Jermall Charlo, pero cuando Charlo dejó vacante el título, la pelea pasó a ser una para obtener el título vacante. Harrison boxeó bien durante la mayor parte de la primera mitad de la pelea, pero luego comenzó a desvanecerse. La finalización llegó en el noveno asalto, cuando Hurd conectó una mano derecha que derrotó a Harrison.

### Campeón superwélter de la WBC
El 22 de diciembre de 2018 en el Barclays Center de Nueva York, Harrison se proclamó campeón mundial superwélter de la WBC al derrotar por decisión unánime al entonces invicto (31-0, 15 KO's), Jermell Charlo. El 21 de diciembre de 2019, pierde el cinturón de campeón en la revancha ante Charlo, (TKO en el 11 round).

## Récord profesional
| 29 Ganadas (21 KOs), 3 Derrotas, 1 Empate |        |                      |      |              |            |                                                         |                                                                                    |
| Res.                                      | Récord | Oponente             | Tipo | Rd., Tiempo  | Fecha      | Localidad                                               | Notas                                                                              |
| G                                         | 29-3–1 | Sergio García        | UD   | 10           | 09-04-2022 | Virgin Hotels, Paradise, Nevada, Estados Unidos         | Gana el título vacante WBC Silver del peso superwélter                             |
| E                                         | 28-3–1 | Bryant Perrella      | SD   | 12           | 17-04-2021 | Shrine Exposition Center, Los Ángeles, Estados Unidos   |                                                                                    |
| D                                         | 28-3   | Jermell Charlo       | TKO  | 11 (12)      | 21-12-2019 | Toyota Arena, Ontario, Estados Unidos                   | Pierde el título de la WBC del peso superwélter                                    |
| G                                         | 28–2   | Jermell Charlo       | UD   | 12           | 22-12-2018 | Barclays Center, Nueva York                             | Gana el título de la WBC del peso superwélter                                      |
| G                                         | 27–2   | Ishe Smith           | SD   | 10           | 11-05-2018 | Sam's Town Hotel & Gambling Hall, Paradise, Nevada      |                                                                                    |
| G                                         | 26–2   | George Sosa          | TKO  | 5 (6), 2:21  | 17-02-2018 | Don Haskins Center, El Paso, Texas                      |                                                                                    |
| G                                         | 25–2   | Paul Valenzuela Jr   | UD   | 8            | 14-10-2017 | Barclays Center, Nueva York                             |                                                                                    |
| D                                         | 24–2   | Jarrett Hurd         | TKO  | 9 (12), 2:24 | 25-02-2017 | Legacy Arena, Birmingham, Alabama                       | Por el título vacante de la Federación Internacional de Boxeo del peso superwélter |
| G                                         | 24–1   | Sergey Rabchenko     | TKO  | 9 (12), 1:18 | 30-07-2016 | Barclays Center, Nueva York                             |                                                                                    |
| G                                         | 23–1   | Fernando Guerrero    | TKO  | 6 (10), 1:54 | 05-03-2016 | Sands Bethlehem Event Center, Bethlehem, Pennsylvania   |                                                                                    |
| G                                         | 22–1   | Cecil McCalla        | UD   | 10           | 31-10-2015 | NRG Arena, Houston, Texas                               |                                                                                    |
| D                                         | 21–1   | Willie Nelson        | TKO  | 9 (10), 2:57 | 11-07-2015 | USF Sundome, Tampa, Florida                             |                                                                                    |
| G                                         | 21–0   | Pablo Munguia        | TKO  | 3 (10), 0:11 | 17-04-2015 | Mohegan Sun Casino, Uncasville, Connecticut             |                                                                                    |
| G                                         | 20–0   | Antwone Smith        | TKO  | 2 (10), 0:19 | 06-03-2015 | MGM Grand, Marquee Ballroom, Las Vegas, Nevada          |                                                                                    |
| G                                         | 19–0   | Tyrone Brunson       | TKO  | 1 (8), 1:02  | 20-12-2014 | Little Creek Casino Resort, Shelton, Washington         |                                                                                    |
| G                                         | 18–0   | Bronco McKart        | TKO  | 1 (10), 1:32 | 30-05-2014 | Cobo Center Ballroom, Detroit, Míchigan                 |                                                                                    |
| G                                         | 17–0   | Grady Brewer         | TKO  | 2 (8), 2:55  | 07-02-2014 | Masonic Temple, Detroit, Míchigan                       |                                                                                    |
| G                                         | 16–0   | Donald Ward          | TKO  | 2 (8), 1:01  | 27-11-2013 | Masonic Temple, Detroit, Míchigan                       |                                                                                    |
| G                                         | 15–0   | Marcos Primera       | RTD  | 3 (6), 3:00  | 13-09-2013 | Masonic Temple, Detroit, Míchigan                       |                                                                                    |
| G                                         | 14–0   | Gilbert Alex Sanchez | TKO  | 2 (6), 2:10  | 03-08-2013 | Mohegan Sun Casino, Uncasville, Connecticut             |                                                                                    |
| G                                         | 13–0   | Ruben Galvan         | KO   | 1 (6), 2:03  | 10-05-2013 | Masonic Temple, Detroit, Míchigan                       |                                                                                    |
| G                                         | 12–0   | Thomas Amaro         | KO   | 1 (6), 1:35  | 07-03-2013 | Motor City Casino, Detroit, Míchigan                    |                                                                                    |
| G                                         | 11–0   | Daniel Urbanski      | UD   | 6            | 10-11-2012 | O2 World Arena, Altona, Hamburgo, Alemania              |                                                                                    |
| G                                         | 10–0   | Marqus Jackson       | UD   | 6            | 12-10-2012 | Sportplex, Taylor, Míchigan                             |                                                                                    |
| G                                         | 9–0    | Calvin Odom          | UD   | 8            | 27-07-2012 | Pechanga Resort & Casino, Temecula, California          |                                                                                    |
| G                                         | 8–0    | Flavio Turelli       | TKO  | 1 (6), 1:23  | 07-07-2012 | Stade de Suisse, Berne, Suiza                           |                                                                                    |
| G                                         | 7–0    | Ishwar Amador        | TKO  | 2 (6), 1:56  | 11-05-2012 | Pechanga Resort & Casino, Temecula, California          |                                                                                    |
| G                                         | 6–0    | Alfred Hall          | TKO  | 2 (6), 2:55  | 10-03-2012 | Suburban Collection Showplace, Novi, Míchigan           |                                                                                    |
| G                                         | 5–0    | Harun Akcabelen      | KO   | 3 (6), 2:50  | 03-03-2012 | ESPRIT arena, Düsseldorf, Nordrhein-Westfalen, Alemania |                                                                                    |
| G                                         | 4–0    | Dorian Hatcher       | TKO  | 1 (4), 2:16  | 06-10-2011 | Motor City Casino, Detroit, Míchigan                    |                                                                                    |
| G                                         | 3–0    | Aloric Carson        | RTD  | 1 (4), 3:00  | 30-07-2011 | U.S. Steel Yard, Gary, Indiana                          |                                                                                    |
| G                                         | 2–0    | Tony Hervey          | TKO  | 1 (4), 1:45  | 15-07-2011 | Royal Oak Music Theatre, Royal Oak, Míchigan            |                                                                                    |
| G                                         | 1–0    | Uwe Tritschler       | TKO  | 1 (4), 1:48  | 02-07-2011 | Imtech-Arena, Altona, Hamburgo, Alemania                | Debut profesional.                                                                 |